# Ranova lineigera
Ranova lineigera är en skalbaggsart som beskrevs av Leon Fairmaire 1889. Ranova lineigera ingår i släktet Ranova och familjen långhorningar.
Artens utbredningsområde är Madagaskar. Inga underarter finns listade i Catalogue of Life.